# Terrore sul treno
Terrore sul treno (Time Bomb) è un film britannico del 1953 diretto da Ted Tetzlaff.
Negli Stati Uniti il film è uscito con il titolo Terror on a Train.